# Албина (Браила)
Албина (рум. Albina) насеље је у Румунији у округу Браила у општини Тикилешти. Oпштина се налази на надморској висини од 12 m.

## Становништво
Према подацима из 2002. године у насељу је живело 327 становника, од којих су сви румунске националности.